# Microthelphusa ginesi
Microthelphusa ginesi is een krabbensoort uit de familie van de Pseudothelphusidae. De wetenschappelijke naam van de soort is voor het eerst geldig gepubliceerd in 1972 door Rodríguez & Esteves.